# Maria Arraes
Maria Leal Arraes de Alencar (Recife, 24 de fevereiro de 1994) mais conhecida como Maria Arraes é uma advogada e política brasileira filiada ao Solidariedade. Atualmente exerce seu primeiro mandato de Deputada Federal por Pernambuco, tendo sido eleita em 2022.
É neta do também político Miguel Arraes, irmã da ex-deputada Marília Arraes, prima do atual prefeito do Recife, João Campos (PSB) e do também deputado federal Pedro Campos (PSB).

## Biografia
Maria é advogada formada pela Universidade Católica de Pernambuco (Unicap), com especialização em Administração Pública e passagens pelos setores público e privado.
Após se filiar ao Solidariedade em 2022, graças à irmã, a ex-deputada federal Marília Arraes (Solidariedade), disputou as eleições de 2022 para deputada federal, no qual se elegeu, atingindo a votação de 104.571 votos. Maria foi votada em todos os 185 municípios do Estado e também no território de Fernando de Noronha. Foi a mais jovem mulher eleita em Pernambuco para atuar na Câmara dos Deputados durante a 57.ª Legislatura. 

## Desempenho eleitoral
| Ano  | Eleição                | Cargo            | Partido | Partido       | Coligação       | Vice | Votos para Maria Arraes | Votos para Maria Arraes | Votos para Maria Arraes | Resultado | Ref   |
| Ano  | Eleição                | Cargo            | Partido | Partido       | Coligação       | Vice | Total                   | %                       | P.                      | Resultado | Ref   |
| ---- | ---------------------- | ---------------- | ------- | ------------- | --------------- | ---- | ----------------------- | ----------------------- | ----------------------- | --------- | ----- |
| 2022 | Estadual de Pernambuco | Deputada Federal |         | Solidariedade | Partido Isolado | —    | 104.571                 | 2,10%                   | 11.ª                    | Eleita    | [ 4 ] |